# Lambertus Sula
Lambertus Sula († 22. August 1071) war von 1061 bis 1071 Bischof von Krakau.
Er wurde möglicherweise 1037 zum Priester geweiht. 1061 wurde er Bischof des Bistums Krakau. In seiner Amtszeit wurde die Kathedrale auf dem Wawel fertiggestellt. Am 22. August 1071 starb er.